# Kugelmenschen

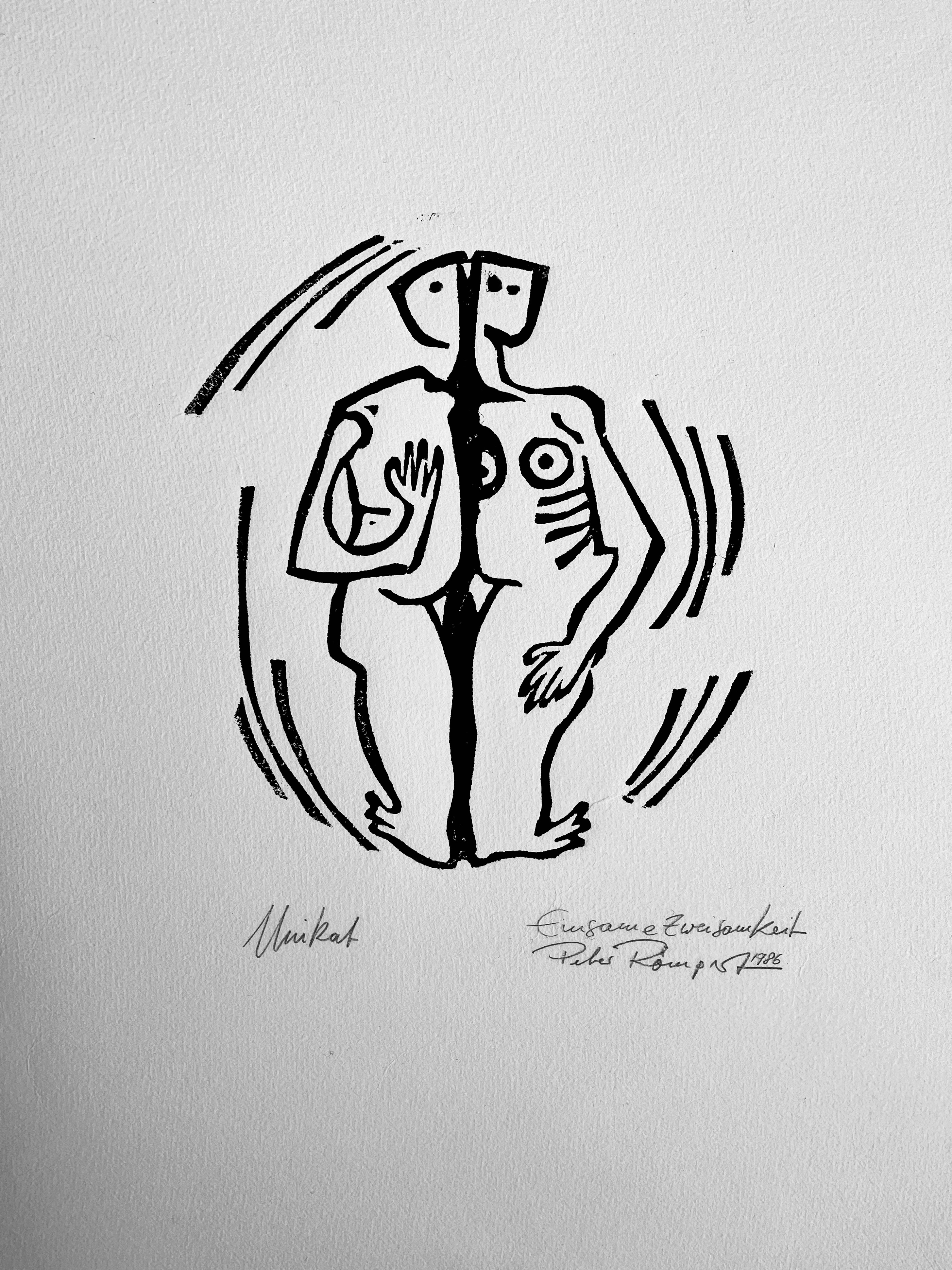
Künstlerische Interpretation des Kugelmenschen von Peter Römpert. Holzschnitt, 1986

Die Kugelmenschen sind mythische Wesen der Antike. Sie erscheinen in nur einer einzigen Erzählung, welche Platon in seinem Dialog Das Gastmahl aus dem Mund eines Zeitgenossen, des berühmten Komödiendichters Aristophanes, vortragen lässt. Der Mythos – den Platon mit einiger Wahrscheinlichkeit selbst ersann – soll die Macht des Liebesgottes Eros anschaulich machen, indem er die Herkunft des Begehrens zur Diskussion stellt, gefolgt von den sich daraus ergebenden Konsequenzen. Weit entfernt von dem Ansinnen einer hedonistischen Lehre, erklärt der Autor anhand seines Eros die Befähigung der ihm besonders zugeneigten Menschen für die Aufgaben der Politik, welche sich auf zweierlei Wegen äußere: Sowohl im Bereich der physisch-militärischen Tüchtigkeit (Aspekt der als geschlossene Einheit agierenden 'Kugeln'), als auch in dem der Liebe zur Weisheit. Ergänzungen dieser Theorie unternehmen andere der platonischen Dialoge, so der Ideale Staat, in welchem die gerechte Beschaffenheit der Seele (Gliederung in entsprechende Teile) diskutiert wird. Aristoteles Seelenlehre führt dies unter dem Begriff des Menschen als Politisches Lebewesen (Zoon politikon) weiter fort. (Siehe auch Paul W. Ludwigs Eros and Polis. Desire and Community in Greek Political Theory.)

## Inhalt des Mythos
Im Symposion wird der Verlauf eines Gastmahls beschrieben, an dem sechs Teilnehmer Reden über Eros und die Erotik halten. Jede der Reden beleuchtet das Thema unter einem besonderen Aspekt. Als vierter Redner kommt Aristophanes an die Reihe. Er würdigt Eros als den menschenfreundlichsten unter den Göttern, dessen Macht aber von den Menschen nicht wahrgenommen werde; anderenfalls würden sie ihm die größten Heiligtümer und Altäre errichten und die größten Opfer darbringen. Dem Mangel an Wertschätzung für den Liebesgott will Aristophanes mit seiner Erzählung des Kugelmenschen-Mythos entgegenwirken. Er äußert die Hoffnung, dass die Zuhörer seine Lehre verbreiten werden.
Dem Mythos zufolge war die menschliche Natur ursprünglich ganz anders als die den Zuhörern vertraute. Die Menschen hatten kugelförmige Rümpfe sowie vier Hände und Füße und zwei Gesichter mit je zwei Ohren auf einem Kopf, den ein kreisrunder Hals trug. Die Gesichter blickten in entgegengesetzte Richtungen. Mit ihren acht Gliedmaßen konnten sich die Kugelmenschen schnell fortbewegen, nicht nur aufrecht, sondern auch so wie ein Turner, der ein Rad schlägt. Es gab nicht nur zwei Geschlechter, sondern drei: Manche Kugelmenschen waren rein männlich, andere rein weiblich, wiederum andere – die andrógynoi – hatten eine männliche und eine weibliche Hälfte. Die rein männlichen stammten ursprünglich von der Sonne ab, die rein weiblichen von der Erde, die androgynen (zweigeschlechtlichen) vom Mond.
Die Kugelmenschen verfügten über gewaltige Kraft und großen Wagemut. In ihrem Übermut wollten sie sich einen Weg zum Himmel bahnen und die Götter angreifen. Der Himmelsherrscher Zeus beriet mit den anderen Göttern, wie zu verfahren sei. Die Götter wollten das Menschengeschlecht nicht vernichten, denn sie legten Wert auf die Ehrenbezeugungen und Opfer der Menschen. Daher entschied sich Zeus, die Kugelmenschen zu schwächen, indem er jeden von ihnen in zwei Hälften zerschnitt. Diese Hälften sind die heutigen zweibeinigen Menschen. Aus der Sicht des Zeus bestand ein zusätzlicher Vorteil dieser Maßnahme darin, dass sich die Anzahl der Menschen und damit auch der Opfer für die Götter verdoppelte. Für den Fall, dass die Bestraften weiterhin frevelten und keine Ruhe hielten, plante er, sie nochmals zu spalten; dann müssten sie künftig auf einem Bein hüpfen. Der Gott Apollon erhielt den Auftrag, die Gesichter zur Schnittfläche – der heutigen Bauchseite – hin umzudrehen und die Wunden zu schließen, indem er die Haut über die Bäuche zog und am Nabel zusammenband. Am Nabel ließ er Falten zur Erinnerung an die Teilung zurück. Die Geschlechtsteile blieben auf der anderen, früher nach außen gewendeten Seite, der jetzigen Rückenseite.
Die nunmehr zweibeinigen Menschen litten schwer unter der Trennung von ihren anderen Hälften. Sie umschlangen einander in der Hoffnung, zusammenwachsen und so ihre Einheit wiedergewinnen zu können. Da sie sonst nichts mehr unternahmen, begannen sie zu verhungern. Um ihr Aussterben zu verhindern, versetzte Zeus die Geschlechtsorgane nach vorn. Damit ermöglichte er ihnen, durch die sexuelle Begegnung ihr Einheitsbedürfnis vorübergehend zu befriedigen und so die Sehnsucht zeitweilig zu stillen. Zugleich gewannen sie dadurch die Fähigkeit, sich auf die heute praktizierte Weise fortzupflanzen. So wurden sie wieder lebenstauglich. Sie leiden aber weiterhin unter ihrer Unvollständigkeit; jeder sucht die verlorene andere Hälfte. Die Sehnsucht nach der verlorenen Ganzheit zeigt sich in Gestalt des erotischen Begehrens, das auf Vereinigung abzielt.
Die Art des Vereinigungsstrebens der Zweibeiner hängt davon ab, zu welchem der drei Geschlechter sie einst gehörten: zu den rein männlichen Kugelmenschen, zu den rein weiblichen oder zu denen mit einer männlichen und einer weiblichen Hälfte. Je nach dieser ursprünglichen Beschaffenheit eines Kugelmenschen weisen dessen getrennte Hälften jetzt eine heterosexuelle oder homosexuelle Veranlagung auf. Damit erklärt Platons Aristophanes die Unterschiede in der sexuellen Orientierung. Nur die aus den zweigeschlechtlichen Kugelmenschen, den androgynoi, entstandenen Menschen sind heterosexuell.

## Deutung imSymposion
Nachdem Platons Aristophanes den Mythos erzählt hat, befasst er sich im restlichen Teil seiner Rede mit der Deutung und den Konsequenzen, die sich aus seiner Sicht ergeben. Er äußert seine Wertschätzung für die aus rein männlichen Kugelmenschen hervorgegangenen Homoerotiker; sie seien von Natur aus die männlichsten Männer und als Liebhaber des ihnen Ähnlichen dem eigenen Geschlecht zugetan. Zu ihren Merkmalen gehöre die Bereitschaft, sich den Staatsgeschäften zu widmen. Zu Unrecht beschuldige man sie der Schamlosigkeit; in Wirklichkeit gelte ihre Liebe der Mannhaftigkeit. Über die dem anderen Geschlecht zugewandten androgynoi hingegen bemerkt Aristophanes abschätzig, die meisten Ehebrecher und Ehebrecherinnen seien unter ihnen zu finden. Er unterstellt ihnen eine Neigung zu sexuellem Suchtverhalten und einen damit zusammenhängenden Mangel an Treue.
Besondere Beachtung schenkt Aristophanes den erotischen Beziehungen, die sich durch außergewöhnliche Intensität auszeichnen. Die extreme Stärke solcher Bindungen führt er darauf zurück, dass in diesen Fällen die beiden Hälften eines Kugelmenschen einander gefunden hätten und nun eine Rückkehr zum Urzustand durch Verschmelzung mit der innig geliebten anderen Hälfte anstrebten. Solche Begegnungen seien gegenwärtig noch selten. Wenn sich die Menschen aber durch Frömmigkeit die Götter zu Freunden machten, bestehe Hoffnung auf Wiedererlangung der ursprünglichen ganzheitlichen Natur der Kugelmenschen. Mit Eros’ Hilfe sei dieses Ziel erreichbar. Wenn es jedem gelänge, die zu ihm gehörende andere Hälfte zu finden, wäre die Menschheit geheilt und glückselig.
Nach der Darstellung des Aristophanes bleiben die beiden Liebenden, die einst aus demselben Kugelmenschen hervorgegangen sind und einander gefunden haben, ihr ganzes Leben lang miteinander verbunden, obwohl sie „nicht einmal zu sagen wüssten, was sie voneinander wollen“. Der sexuelle Genuss bietet keine Erklärung für die Leidenschaft, mit der sie aneinander hängen. Vielmehr erstreben beide Seelen etwas, was sie nicht benennen können, sondern nur ahnen; es ist ein Rätsel. Wenn Hephaistos, der Gott des Feuers und der Schmiede, mit seinen Werkzeugen zu ihnen träte und sie fragte, was sie eigentlich voneinander wollten, und ihnen vorschlüge, sie zusammenzuschmelzen, damit sie sich auch im Tod und nach dem Tode in der Unterwelt nicht trennen müssten, so würden sie seinen Vorschlag gern annehmen und darin ihr eigentliches Ziel erkennen.

## Moderne Rezeption
Altertumswissenschaft
In der modernen Forschung wird hervorgehoben, dass der Kugelmenschen-Mythos auf einen Kernbestandteil der platonischen Liebestheorie deutet: die Erklärung des Eros als Mangelphänomen. Aristophanes interpretiert das erotische Begehren als Wunsch nach Behebung eines Mangels und nach Erlangung von Ganzheit oder Vollkommenheit. Der von ihm angepriesene Weg, dessen Endziel die definitive Wiedervereinigung der getrennten Hälften des Kugelmenschen ist, entspricht jedoch keineswegs dem Liebesideal Platons. Während Aristophanes kein höheres Ziel als den Genuss der Einheit mit dem geliebten Individuum kennt, fordert Platon eine Ausrichtung der Liebe auf Überindividuelles. Seine Alternative zu Aristophanes’ Konzept ist ein vom Eros angetriebenes, aber philosophisches Erkenntnisstreben. Dabei führt der Erkenntnisweg von den vergänglichen Sinnesobjekten weg, das Streben des Liebenden soll sich auf das unwandelbare Schöne an sich – die Quelle aller Schönheit – richten. Diesen Weg lässt Platon in der letzten der sechs Reden des Symposions von Sokrates schildern.
Unplatonisch ist in der Rede von Platons Aristophanes auch seine unvorteilhafte Schilderung der Götter, die seinem Mythos zufolge begierig danach sind, von den Menschen Verehrung und Opfer zu erhalten, und nur aus diesem Grund die Menschheit überleben lassen, wenngleich nurmehr „unschädlich“ gemacht, in den Bruchstücken ihrer ursprünglichen Gestalt. Aus Platons Sicht ist die dem göttlichen Handeln zugeschriebene Intention Blasphemie. Dennoch: die Forderung der Götter, von den Menschen mittels Anteilen ihrer Arbeitserträge ernährt und dadurch für die Leistungen der göttlichen Führungsaufgaben „opfernd“ entschädigt zu werden, stellt eines der politisch-sakralen Grundthemen der griechischen Kultur dar. So erhebt in Hesiods Werke und Tage der Stellvertreter der Menschen – Prometheus – Klage wider Zeus: dass er nicht mehr wie einst von Großmut beseelt, sondern habgierig geworden sei, und beginnt mit diesem Argument eine Revolte, deren tragischer Ausgang in den nachfolgenden Epochen Gegenstand zahlloser Dichtungen und politik-philosophischer Untersuchungen blieb: Prometheus’ Bruder Epimetheus wird in Gestalt der Pandora ein fatales Hochzeitsgeschenk hergestellt, er selbst in den Kaukasus verbannt.
Anders als Hesiod in Werke und Tage behandelt der historische Dichter Aristophanes die den Göttern zugeschriebene Gier vorwiegend unter den Gesichtspunkten der Komödie. Es ist daher bezeichnend, dass Platon sein Gastmahl und dessen Version der sich wider den Himmel fatal erhebenden Kugelmenschen mit einem Dreiergespräch zwischen dem alternden Aristophanes, Agathon als blühenden jungen Mann und Sokrates ausklingen lässt, in dem letzterer folgende These in die Runde einbringt: Dass ein wahrhaft großer Poet ein und demselben Geschehen sowohl die Form einer Komödie als auch die einer Tragödie geben können muss. Ob dann der Umstand, dass Sokrates’ Gesprächspartner inmitten dieser Sätze einzuschlafen beginnen (worauf er selbst, wie gewohnt auch nach durchzechten Nächten, hellwach dem aufgehenden Helios, der Sonne, seinen Dank zum Tribut zollt), eher als humoriger Einfall oder Ausdruck der Tragik Griechenlands aufzufassen sei, überlässt der Autor dem Urteilsvermögen seiner Leser.
Besondere Beachtung finden in der Forschungsliteratur die androgynen Kugelmenschen. Es wird darauf hingewiesen, dass Platon diese Wesen zwar selbst erfunden, dabei aber alte mythische Motive verwertet hat. Manche Aspekte des Kugelmenschen-Mythos lassen Bezüge zur Folklore erkennen. Nach der Lehre des Vorsokratikers Empedokles entstehen im Weltkreislauf Wesen „mit doppeltem Gesicht und doppelter Brust“. Platon hat die Darstellung des Empedokles wohl gekannt und verwertet. Der Gedanke einer ursprünglichen Androgynität, einer später getrennten anfänglichen Einheit der Geschlechter, kommt auch in außereuropäischen Mythen vor.
Die Kugelgestalt der mythischen Urmenschen ergibt sich aus ihrer Abstammung von den kugelförmigen Himmelskörpern Sonne, Mond und Erde, denen sie ähnlich sind, sowie aus dem Umstand, dass die Kugel als vollkommener Körper von höchster Schönheit galt, wie Platon in anderem Zusammenhang hervorhebt.
Philosophie
Die Philosophin Simone Weil befasst sich in ihrer 1951 erschienenen Schrift Intuitions pré-chrétiennes mit dem Kugelmenschen-Mythos. Sie meint, das Unglück der Menschheit liege „im Zustand der Dualität“, der Trennung von Subjekt und Objekt, und deutet die Teilung der Kugelmenschen als „sichtbares Bild für diesen Dualitätszustand, der unser wesentlicher Mangel ist“. Anzustreben sei Einheit als „der Zustand, in dem Subjekt und Objekt ein und dasselbe sind, der Zustand dessen, der sich selbst erkennt und sich selbst liebt“. Durch „Angleichung an Gott“ sei dieses Ziel erreichbar.
Psychologie
Sigmund Freud führt in seiner 1920 veröffentlichten Abhandlung Jenseits des Lustprinzips den Kugelmenschen-Mythos als Beleg dafür an, dass seine Theorie von der konservativen Natur der Triebe schon in der Antike einen Vorläufer gehabt habe. Die Darstellung des Aristophanes sei zwar eine „Hypothese“ von „phantastischer Art“, stimme aber im Grundgedanken mit der Annahme des konservativen Charakters der Triebe überein: „Sie leitet nämlich einen Trieb ab von dem Bedürfnis nach Wiederherstellung eines früheren Zustandes.“ Allerdings, dies stellt erst die eine Seite der nach Freuds später so genannter Metapsychologie dualistisch angelegten Libido dar: Während die Wiederherstellung des Urzustandes den Lebenstrieben dieser universalen Energie zugerechnet wird (welche also synthetisierend wirken, wie das die Wiedervereinigung wechselseitig anstrebende Begehren), bringe der Akt der Zerschneidung der Kugelmenschen den Aspekt der Todestriebe zum Ausdruck (den analytisch arbeitenden Destrudo). Somit unterscheidet der Autor seine Triebtheorie von der monistisch angelegt bleibenden Libido C. G. Jungs.
Musical
In dem 1998 in New York uraufgeführten Musical Hedwig and the Angry Inch, das 2001 verfilmt wurde, bietet das Lied The Origin of Love eine verfremdete Version der Eros-Deutung des Aristophanes im Symposion.

## Textausgaben und Übersetzungen
- Gunther Eigler (Hrsg.): Platon: Phaidon. Das Gastmahl. Kratylos (= Platon: Werke in acht Bänden, Bd. 3). 5., unveränderte Auflage, Wissenschaftliche Buchgesellschaft, Darmstadt 2005, ISBN 3-534-19095-5, S. 266–283 (kritische Edition; bearbeitet von Dietrich Kurz, griechischer Text von Léon Robin und Louis Méridier, deutsche Übersetzung von Friedrich Schleiermacher)
- Rudolf Rufener (Übersetzer): Platon: Symposion. Artemis & Winkler, Düsseldorf und Zürich 2002, ISBN 3-7608-1730-0, S. 54–65 (mit unkritischer Ausgabe des griechischen Textes)
- Barbara Zehnpfennig (Hrsg.): Platon: Symposion. Meiner, Hamburg 2000, ISBN 3-7873-1445-8, S. 44–57 (griechischer Text nach der Ausgabe von John Burnet ohne den kritischen Apparat, deutsche Übersetzung von Barbara Zehnpfennig)